# 埭溪鎮
埭溪鎮是浙江省湖州市吳興區的一個轄鎮，位於湖州市區南郊，地处長江三角洲經濟圈的中心。全鎮區域面積173平方公里，總人口4.1萬。城鎮建設已呈框架，建成區面積2.5平方公里，集鎮居民約1.2萬人。2001年全鎮工農業總產值11.66億元，人均GDP為9182元，是湖州市列為重點發展的11個中心城鎮之一。

## 歷史
埭溪鎮歷史悠久，文化底蘊豐厚，是原吳興五大古鎮之一，建鎮距今已逾千年，數代文人墨客曾在境內留有詩句墨蹟。
- 春秋時期，古稱「上強里」；
- 北宋太平興國三年（983年）建鎮，名「施渚」；
- 明朝始稱「埭溪」。

## 行政區劃
埭溪鎮政府駐地位於埭溪镇上強路22號。下轄4個居委會，20個行政村：
人民路社区、直街社区、茅坞街社区、上强社区、上强村、茅坞村、官泽村、小羊山村、东红村、联山村、月映桥村、莫家栅村、红旗村、乔溪村、贯边村、山背村、庄上村、大冲村、太平桥村、盛家坞村、五石坞村、山宕村、余山村和芳山村。

## 旅遊
境內名勝眾多，如祗國寺、鴕鳥觀光園、風車口水庫、鳳凰山仙人洞、喬盤山自然風景區等自然和人文景觀，并毗鄰中国四大避暑胜地之一的莫干山。 

## 交通
104國道、宣杭鐵路、杭寧高速公路等均過境埭溪。

## 外部連結
- 湖州市吳興區埭溪鎮人民政府 （页面存档备份，存于）